# Thinopteryx assamensis
Thinopteryx assamensis är en fjärilsart som beskrevs av Swinhoe 1916. Thinopteryx assamensis ingår i släktet Thinopteryx och familjen mätare. Inga underarter finns listade i Catalogue of Life.